# Bor Pavlovčič
Bor Pavlovčič (vzdevek Borek), slovenski smučarski skakalec, * 27. junij 1998, Jesenice

## Kariera
16. februarja 2016 je takrat sedemnajstletni Bor slavil v Lillehammerju na olimpijskih igrah za mladince. Na drugi tovrstni prireditvi je tako postal drugi Slovenec, ki mu je to uspelo, prvi je bil Anže Lanišek. Pavlovčič je v celinskem pokalu prvič nastopil 27. decembra 2015, ko je v Engelbergu zasedel 10. mesto. Prvo uvrstitev na oder za zmagovalce je osvojil 24. januarja 2016 s tretjim mestom v Saporu. Na istim prizorišču je šest dni za tem debitiral na tekmah svetovnega pokala s 26. mestom in prvo uvrstitvijo med dobitnike točk. Dan za tem je na istem prizorišču izboljšal svojo takratno najboljšo uvrstitev s 16. mestom.
30. januarja 2021 je v Willingenu na svetovnem pokalu osvojil 4. mesto. 6. februarja 2021 je v Klingenthalu prvič stopil na zmagovalne stopničke. Osvojil je 3. mesto. Naslednjega dne je na isti skakalnici osvojil drugo mesto. Po sezoni 2022/23 je končal kariero, skupno je nastopil na 37 posamičnih in štirih ekipnih tekmah v svetovnem pokalu.